# Postestructuralisme

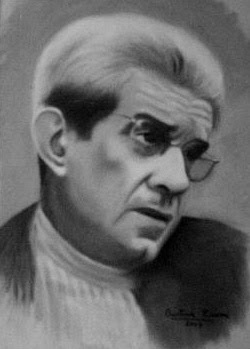
Jacques Lacan

El postestructuralisme és un moviment sorgit a França durant la dècada de 1960, com a crítica a l'estructuralisme. Alguns dels pensadors més importants d'aquest moviment foren Roland Barthes, Michel Foucault, Jacques Derrida i Gilles Deleuze. Barthes, originalment estructuralista, anà desenvolupant punts de vista postestructuralistes de forma progressiva. El 1968 publicà l'obra “The Death of the Author” (La mort de l'autor), on argumentava que l'autor no és la font del significat i un text pot tenir múltiples significats. Jacques Derrida, el 1966, presentà una tesi anomenada “Structure, Sign and Play in the Discourse of the Human Science”, que anava més enllà de l'estructuralisme i teoritzava amb termes deconstruccionistes.

## Posicions teòriques
El postestructuralisme és un conjunt de posicions teòriques que tenen el seu nucli en un discurs autorreflexiu, que és conscient de l'ambigüitat i la complexitat de les interrelacions dels textos i els significats. Es caracteritza per un rebuig de conceptes totalitzadors i essencialistes. El postestructuralisme veu “la realitat” molt més fragmentada, diversa i específica de cada cultura, que l'estructuralisme; si bé continua acceptant que tot el que podem saber es construeix a través dels signes, i es regeix per les regles del discurs. Tot significat és textual i intertextual: no hi ha “fora del text” com assenyalà Derrida.
En termes de Michel Foucault, la producció del discurs està controlada, seleccionada, organitzada i distribuïda per un cert nombre de procediments. El discurs es regeix per regles d'exclusió, pels sistemes interns de control i delimitació i per les condicions en què els discursos poden ser usats. Els discursos són múltiples, discontinus, s'originen i desapareixen a través de l'oportunitat, no amaga la veritat, sinó que constitueixen la seua cara temporal. Foucault és post-estructuralista per la seua insistència en què no hi ha un gran flux de causalitat en l'evolució de la història, perquè tot el que passa és per casualitat.
La influència d'aquests autors en l'actualitat es veu reflectida, entre d'altres, en l'obra filosòfica de Judith Butler, en concret en l'estudi sobre la identitat i el gènere com a constructes performatius desenvolupat en el seu llibre Gender Trouble (1990).

## Crítiques del postestructuralisme a l'estructuralisme
- L'estructuralisme no té en compte la història. Però la vida i el pensament són històrics: canvien i s'estableixen diferents relacions en diferents èpoques.
- La transferència de coneixements d'una àrea de coneixement (per exemple, la lingüística) a altres àrees de coneixement és qüestionable.
- L'estructuralisme assumeix que una obra té un significat intrínsec; que el "significat" pre-existeix a la seua realització (ja està allà - ho acabem d'identificar).
- L'anàlisi estructural és, per tant, el descobriment de la racionalitat o “el secret de la coherència” d'un text. Tanmateix, aquesta coherència és la coherència que precedeix el text.
- L'anàlisi d'un text és una còpia d'una còpia, el text és només un intermediari entre el lector i l'estructura de la racionalitat, pel que "desapareix".
- L'estructuralisme pressuposa una noció metafísica i tradicional de l'harmonia i la unitat.